# 12 sonate da camera, op. 2

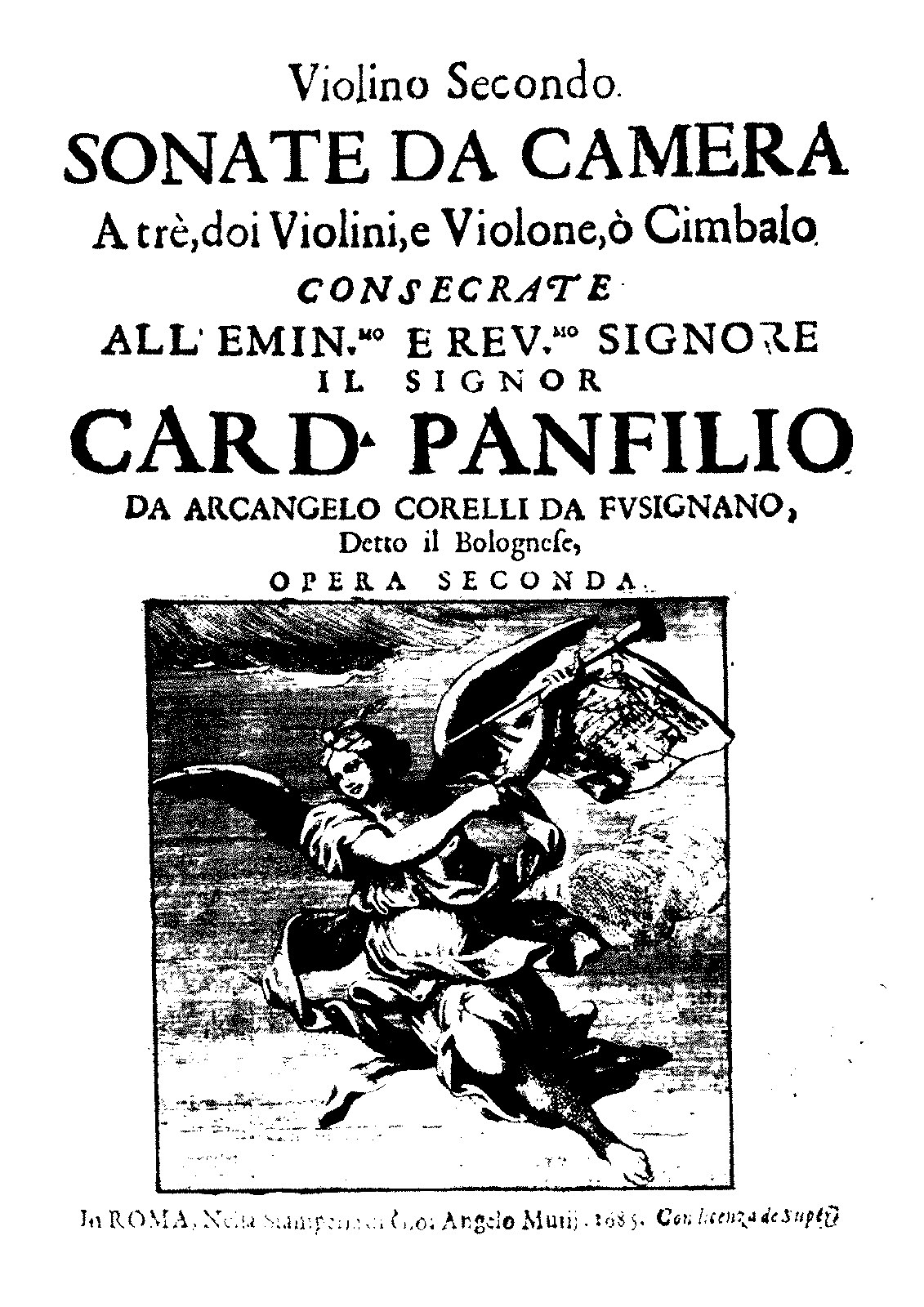
Frontespizio della prima edizione di 12 sonate da camera, op. 2

Le sonate da camera a tre sono una composizione di Arcangelo Corelli.

## Struttura
1. in re maggiore (4 movimenti: Prélude, Allemande (Largo), Courante (Allegro) et Gavotte (Allegro))
2. in re minore (3 movimenti: Allemande (Adagio), Courante (Allegro) et Gigue (Allegro))
3. in do maggiore (4 movimenti: Prélude (Largo), Allemande (Allegro), Adagio et Allemande (Presto))
4. in mi minore (4 movimenti: Prélude (Adagio), Allemande (Presto), Grave (Adagio) et Gigue (Allegro))
5. in si bemolle maggiore (4 movimenti: Prélude (Adagio), Allemande (Allegro), Sarabande (Adagio) et Gavotte (Allegro))
6. in sol minore (3 movimenti: Allemande (Largo), Courante (Allegro) et Gigue (Allegro))
7. in fa maggiore (4 movimenti: Prélude (Adagio), Allemande (Allegro), Courante (Allegro) et Gigue (Allegro))
8. in si minore (4 movimenti: Prélude (Adagio), Allemande (Largo), Sarabande (Adagio) et Gavotte (Allegro))
9. in fa diesis minore (3 movimenti: Allemande (Largo), Sarabande (Largo) et Gigue (Allegro))
10. in mi maggiore (4 movimenti: Prélude (Adagio), Allemande (Allegro), Sarabande (Largo) et Courante (Allegro))
11. in mi bemolle maggiore (3 movimenti: Prélude (Adagio), Allemande (Presto) et Gigue (Allegro))
12. in sol maggiore (in un solo movimento: Ciacona (Largo-Allegro))